# 四鏡
四鏡是指從平安時代後期至室町時代前期成立，一般稱為「鏡物（假名：かがみもの）」的《大鏡》・《今鏡》・《水鏡》・《增鏡》這四本歷史物語。內容主要描寫成書前時代的内容。
這些書的書名都有個鏡字，也都採用相同的兩人對談形式，都是由非常高齡的老人跟作者談起「以前曾經發生過這樣的事」。這是由於之後的各書沿襲了最早成書的大鏡的特徵。
此外類似的還有並未包含在「四鏡」之內的《吾妻鏡》一書。
成書的早晚依序是大鏡・今鏡・水鏡・増鏡，但書中描寫的時代依序為水鏡・大鏡・今鏡・増鏡。

## 外部連結
四鏡全卷本文(荒山慶一氏作成)